# Референдум в Казахстане (2022)
Республиканский референдум в Казахстане прошёл 5 июня 2022 года. Президент страны Касым-Жомарт Токаев предложил его проведение 29 апреля 2022 года на сессии Ассамблеи народа Казахстана, 5 мая 2022 года был подписан указ о проведении референдума.

Логотип, который использовался референдумом

На республиканский референдум был вынесен проект закона «О внесении изменений и дополнений в Конституцию Республики Казахстан» со следующей формулировкой вопроса в бюллетене: «Принимаете ли Вы изменения и дополнения в Конституцию Республики Казахстан, изложенные в проекте Закона Республики Казахстан „О внесении изменений и дополнений в Конституцию Республики Казахстан“, опубликованном в средствах массовой информации 6 мая 2022 года».

## Содержание поправок

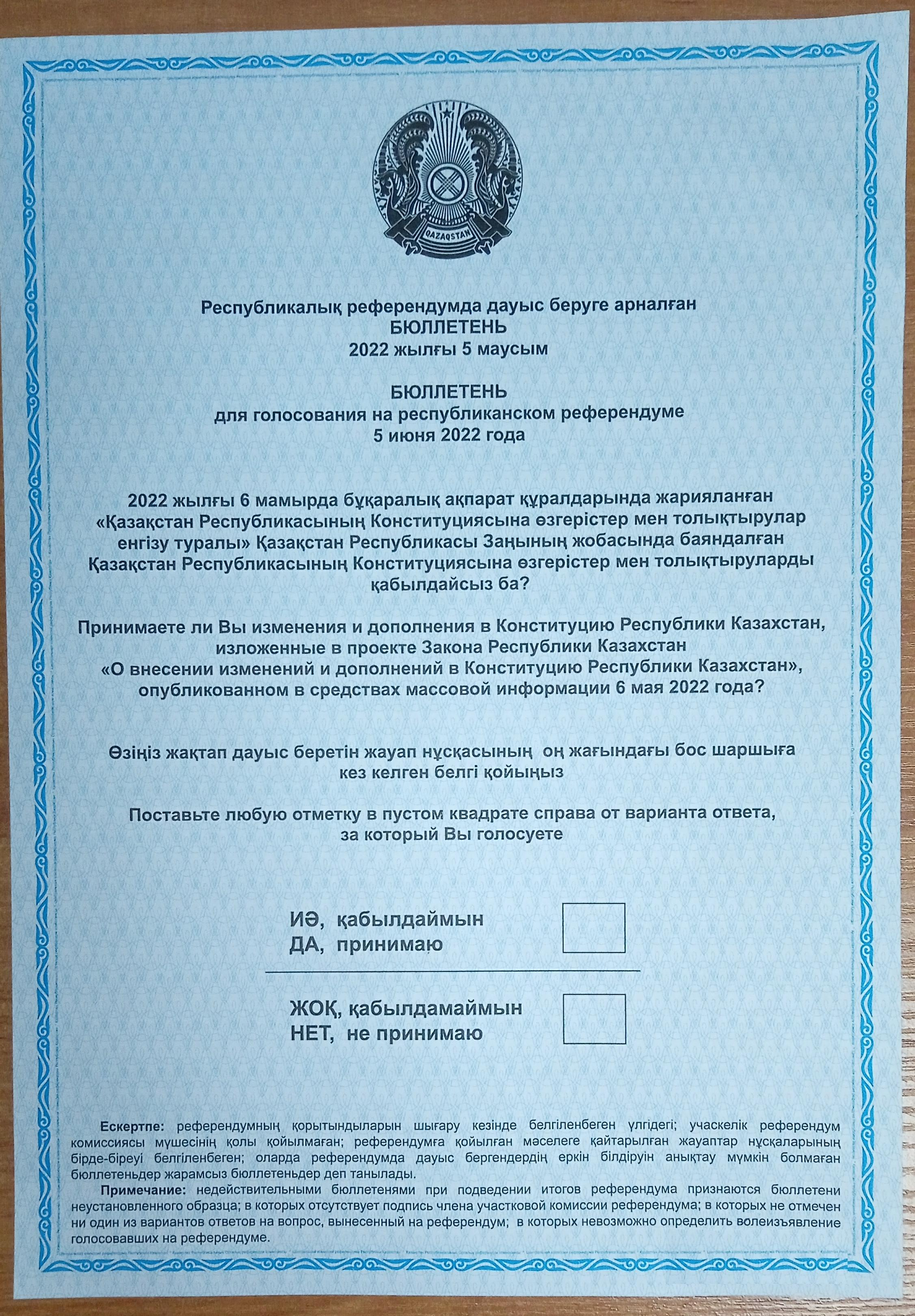
Бюллетень для референдума в Казахстане (2022)

По словам президента Казахстана, цель поправок — переход к «новой государственной модели, новому формату взаимодействия государства и общества. Этот качественный переход можно назвать Второй Республикой». Рабочая группа подготовила поправки к 33 статьям конституции.
За счёт изменения конституции, по словам Токаева, планируется перейти «от суперпрезидентской формы правления к президентской республике с влиятельным парламентом и подотчётным правительством». Из конституции в частности были исключены все упоминания о статусе первого президента Казахстана.
В Конституции было сказано, что смертная казнь в Казахстане является исключительной мерой наказания за террористические преступления, при которых погибли люди; к смертной казни могут быть приговорены люди, совершившие особо тяжкие преступления в военное время. В новой версии Конституции пункт 2 статьи 15 будет звучать так: «Никто не вправе произвольно лишать человека жизни. Смертная казнь запрещается».
Президент республики не должен будет состоять в политической партии на период своих полномочий (26 апреля 2022 года глава государства покинул правящую партию Аманат (бывшую Нур Отан), которую возглавлял). Возможности состоять в партии также лишаются: председатели и судьи Конституционного суда; судьи Верховного суда и иных судов; председатели и члены Центральной избирательной комиссии; председатели и члены Высшей аудиторской палаты; военнослужащие; работники органов национальной безопасности; сотрудники правоохранительных органов.
Из 42 статьи Конституции исключается строка, что один и тот же человек не может быть избран президентом Казахстана более двух раз подряд, но это ограничение не распространяется на первого президента — Нурсултана Назарбаева. То же самое касается нынешнего главы государства. Кроме этого, в статье заменят слова «бывшие президенты» на «экс-президенты».
По инициативе Токаева в новую Конституцию предлагается добавить пункт о том, что близкие родственники президента Казахстана «не вправе занимать должности политических государственных служащих, руководителей субъектов квазигосударственного сектора».
Из статьи 46 исключается следующий пункт: «Статус и полномочия первого президента Казахстана определяются Конституцией Республики и конституционным законом». Из статьи 91 исключат формулировку о первом президенте как основателе независимого Казахстана и неизменности его статуса Елбасы (лидер нации).
Президент Казахстана Касым-Жомарт Токаев поручил воссоздать Конституционный суд, который прекратил свое существование в 1995 году. Тогда его функции стал выполнять Конституционный совет. По этой причине в новой Конституции заменят слово «совет» на «суд». Конституционный суд будет состоять из 11 судей, включая председателя. Их полномочия будут длиться 6 лет. Он начнет свою работу с 1 января 2023 года. Один и тот же человек не может быть назначен судьей Конституционного суда более двух раз подряд. Судья не сможет быть депутатом. Он не может быть арестован или подвергнут другим мерам взыскания без согласия парламента. Исключение — особо тяжкие преступления или задержание с поличным.
Старая редакция пункта 3 статьи 6 Конституции: «Земля и ее недра, воды, растительный и животный мир, другие природные ресурсы находятся в государственной собственности». Новая редакция: «Земля и ее недра, воды, растительный и животный мир, другие природные ресурсы принадлежат народу. От имени народа право собственности осуществляет государство».
В Конституции сказано, что любой имеет право на свободу труда, свободный выбор рода деятельности и профессии. Принудительный труд допускается только по приговору суда. В новой редакции статья будет звучать так: «принудительный труд допускается только на основании судебного акта о признании виновным в совершении уголовного или административного правонарушения либо в условиях чрезвычайного или военного положения».
В новой версии Конституции появится Высшая аудиторская аудитория, которая будет выполнять функции Счётного комитета.
В рамках перехода от суперпрезидентской к президентской форме правления президент Казахстана больше не будет отменять решения акимов (глав) областей, городов республиканского значения и столицы. Этот пункт предлагают исключить из конституции. Кроме этого, президент будет согласовывать кандидатуры на должность акимов областей, городов и столицы с депутатами маслихатов этих регионов и городов. Он должен будет предложить не менее двух кандидатур.
Президент Казахстана ранее назначал в Сенат парламента (верхняя палата) 15 депутатов. В новой редакции Конституции предлагается указать, что президент будет назначать 10 депутатов Сената, пять из которых — по предложению Ассамблеи народа Казахстана (АНК), которую он сам возглавляет.
Президент назначал председателей Комитета национальной безопасности, Национального банка, генерального прокурора. Теперь он будет также назначать председателей Высшего судебного совета и Конституционного суда. Согласие на это дает Сенат.
В новой редакции термин «государственный секретарь» предлагалось заменить на «государственный советник».
Мажилис парламента (нижняя палата), согласно Конституции, состоял из 107 депутатов. Теперь их станет 98. Депутаты будут избираться в порядке, установленном конституционным законом по смешанной избирательной системе: по системе пропорционального представительства по территории единого общенационального избирательного округа; по одномандатным территориальным избирательным округам. Пункт о том, что девять депутатов Мажилиса избираются от АНК, исключается.
Парламент Казахстана по предложению президента может вносить изменения и дополнения в Конституцию.
Теперь Парламент сможет принимать конституционные законы и не соглашаться с президентом. Если какие-то конституционные законы, принимаемые депутатами, вызовут возражения у президента, парламент в течение месяца должен провести повторное обсуждение закона. Если этот срок не будет соблюден, возражения считаются принятыми. Если депутаты каждой палаты большинством голосов преодолеют возражения главы государства, он подпишет закон. Если нет, закон будет подписан в той редакции, которую предложил президент. Или вовсе не будет принят.
Мажилис дважды в год будет заслушивать отчет председателя Высшей аудиторской палаты.
Мажилис вправе отклонить любой проект закона большинством голосов от общего числа депутатов. Отклоненный законопроект будет считаться непринятым и будет возвращен разработчику.
Сенат будет не принимать, а только одобрять уже принятые Мажилисом законопроекты большинством голосов от общего числа депутатов.
Уполномоченный по правам человека в Казахстане будет отдельно упомянут в Конституции в статье 83-1. В ней сказано, что омбудсмен восстанавливает нарушенные права и свободы человека и гражданина, и способствует их продвижению. В своей работе он независим и неподотчетен государственным органам и должностным лицам. Уполномоченный по правам человека в период своей работы также не может быть арестован или подвергнут приводу без согласия Сената.

## Проведение референдума и результаты

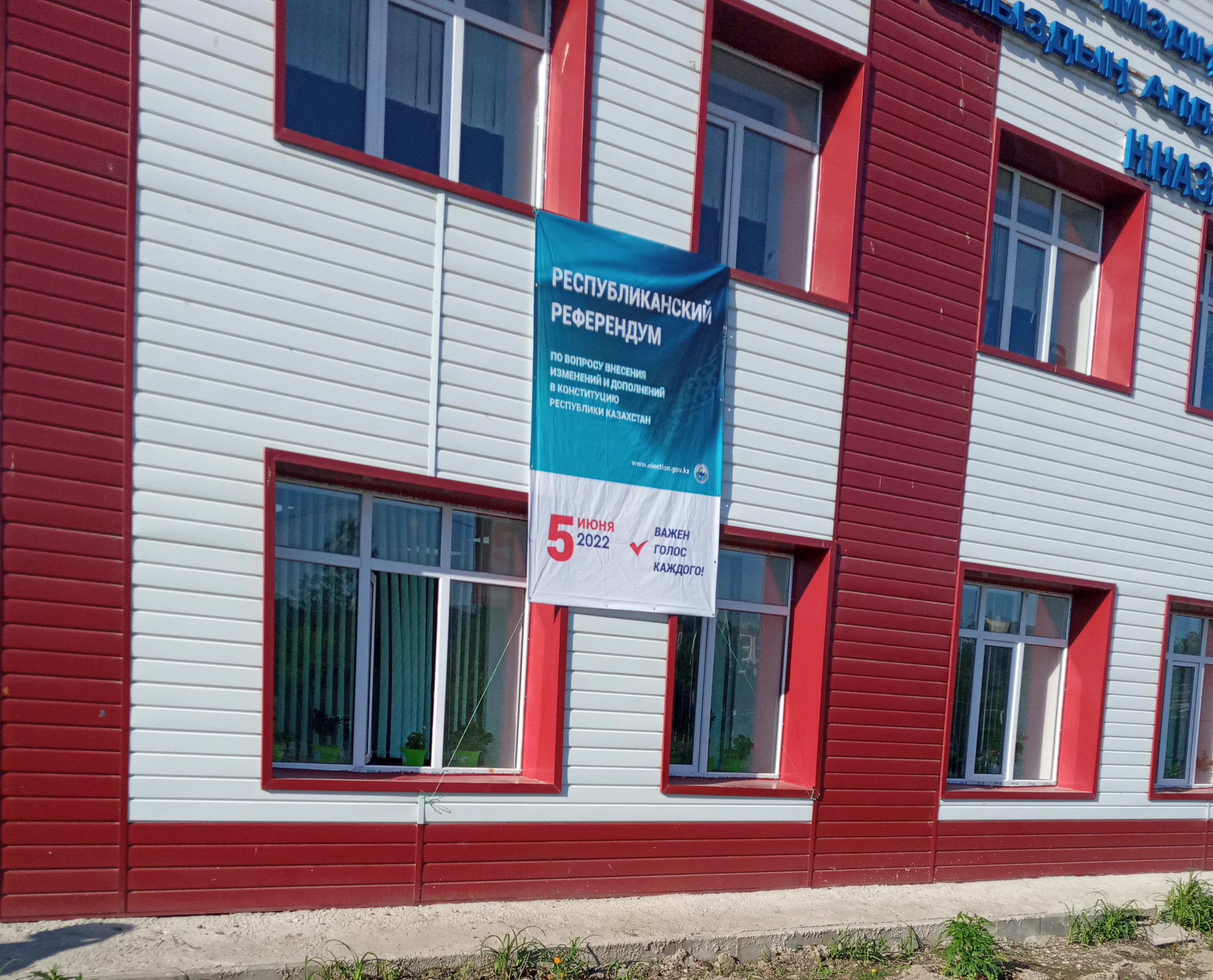
Афиша на школе-лицее в Кулане

На период проведения функции Центральной комиссии референдума выполнялись Центральной избирательной комиссией Казахстана.
Согласно предварительным официальным итогам, общее число граждан, имевших право голосовать, составило 11 734 642 человека, из них в голосовании приняли участие 7 986 293 человека, или 68,06 %. При этом за поправки в конституцию проголосовали 77,18 % граждан. Против высказались 18,66 %, или 1 490 475 человек. Оба варианта ответа выбрали 1,58 %, или 125 859 избирателей. 2,58 %, или 206 096 бюллетеней были признаны недействительными.